# Xu Yan
Dans ce nom chinois, le nom de famille, Xu, précède le nom personnel.
Xu Yan, née le 4 janvier 1981 à Pékin, est une judokate chinoise.

## Carrière
Xu Yan évolue dans la catégorie des moins de 57 kg.
Elle est médaillée d'or aux Jeux asiatiques de 2006, médaillée d'argent aux Championnats d'Asie de judo 2007 et médaillée de bronze aux Jeux olympiques de 2008.
Elle est aussi médaillée de bronze aux Championnats du monde par équipes de judo en 2005 et en 2006, et championne du monde par équipes en 2007.